# Phare de Maryport Old
Le phare de Maryport Old est un ancien phare situé sur une jetée de Maryport dans le district non métropolitain d'Allerdale, dans le comté du Cumbria en Angleterre. Il a été désaffecté en 1996 et remplacé par le nouveau phare de Maryport.
Ce phare fut géré par la Trinity House Lighthouse Service de Londres, l'organisation de l'aide maritime des côtes de l'Angleterre. Il appartient désormais au Maryport Harbour & Marina.
Il est maintenant protégé en tant que monument classé du Royaume-Uni de Grade II.

## Histoire
Ce phare a été construit en 1856 (ou 1846) sur le brise-lames ouest du port de Maryport.
C'est une tour de fonte cylindrique octogonale de 11 m de haut, avec une lanterne montée sur une base en pierre octogonale d'un étage. La base est non peinte et la tour est peinte en blanc avec la lanterne en noire.
Ce phare a été remplacé en 1996 par une tour d'aluminium (nouveau phare de Maryport). En 2015 le conseil local a demandé une subvention de 50,000 £ pour restaurer le phare et la subvention a été attribuée en 2016. La lumière sera rallumée, mais sera orientée seulement vers la terre. Il est accessible en marchant sur la jetée.
Identifiant : ARLHS : ENG-080 .
|                      |
| L'entrée de Maryport |

|          |
| Le phare |

### Lien connexe
- Liste des phares en Angleterre